# الصف (مصر)
الصف نام شهر و شهرستانی در استان جیزه مصر است.

## منبع
ویکی‌پدیای عربی، ۲۱ مارس ۲۰۰۷.